# Matt Hedges
Matthew James ("Matt") Hedges (Rochester, 1 april 1990) is een Amerikaans voetballer die bij voorkeur als centrale verdediger speelt. Hij tekende in 2012 een contract bij FC Dallas uit de Major League Soccer.

## Clubcarrière
Hedges werd als elfde gekozen in de MLS SuperDraft 2012 door FC Dallas. Op 5 april 2012 maakte hij in de met 1-0 gewonnen wedstrijd tegen New England Revolution zijn debuut. Zijn eerste doelpunt maakte hij op 24 mei 2012 tegen Chicago Fire. Hij greep in zijn eerste seizoen bij de club direct een basisplaats en speelde in achtentwintig competitiewedstrijden waarvan drieëntwintig in de basis. In zijn tweede seizoen bij de club waren dit drieëndertig competitiewedstrijden waarvan tweeëndertig in de basis. Daarnaast maakte hij in beide seizoenen drie doelpunten.

## Interlandcarrière
Op 8 februari 2015 maakte Hedges als invaller tegen Panama zijn debuut voor het nationale team van de Verenigde Staten.